# Sulfonium

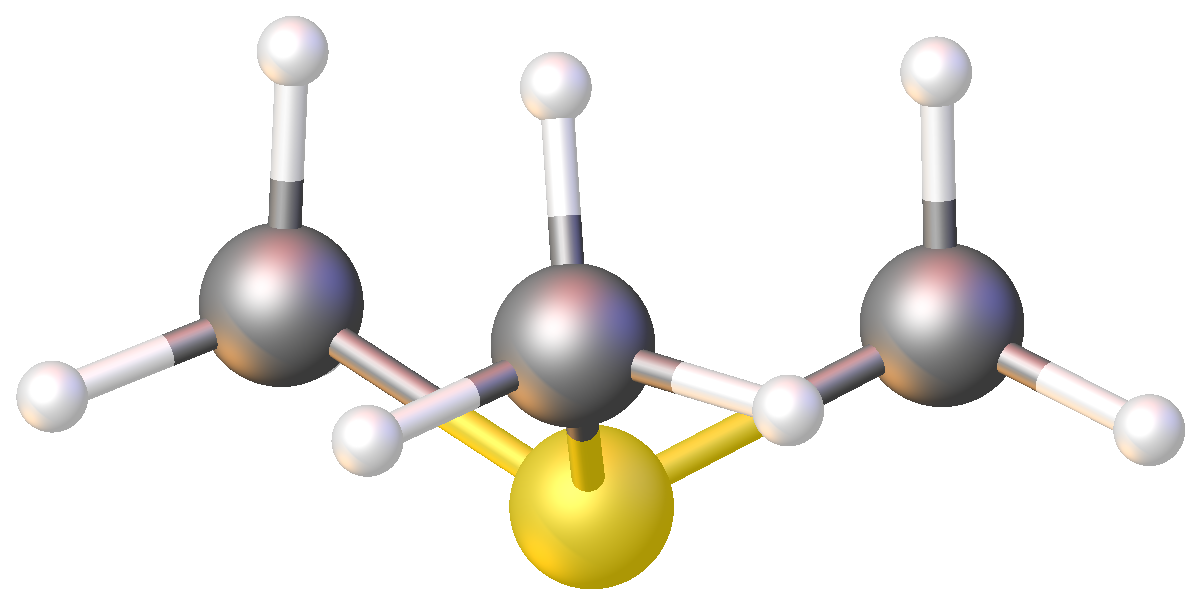
Struktura (CH_{3})_{3}S^{+}. Úhly C-S-C jsou 102° a vzdálenost vazeb C-S je 177 pikometrů.

Sulfoniový ion je kladně nabitý ion (kation) se třemi organickými substituenty připojenými k síře. Tyto organosírové sloučeniny mají vzorec [SR3]+. Spolu se záporně nabitým protiionem tvoří sulfoniové soli. Obvykle se jedná o bezbarvé pevné látky, které jsou rozpustné v organických rozpouštědlech.

## Syntéza
Sulfoniové sloučeniny se obvykle syntetizují reakcí thioetherů s alkylhalogenidy. Například reakcí dimethylsulfidu s jodmethanem vzniká trimethylsulfoniumjodid:
CH3–S–CH3 + CH3–I → (CH3)3S+I−
Reakce probíhá mechanismem nukleofilní substituce (SN2). Odstupující skupinou je jodid. Rychlost methylace je rychlejší u elektrofilnějších methylačních činidel, jako je methyltrifluormethansulfonát.

## Inverze

Dimethylsulfoniopropionát (DMSP) se nachází v mořském fytoplanktonu a řasách.

Sulfoniové iony se třemi různými substituenty jsou díky své pyramidální struktuře chirální. Na rozdíl od izoelektronických oxoniových ionů (R3O+) jsou chirální sulfoniové iony rozdělitelné na opticky stabilní enantiomery. [Me(Et)SCH2CO2H]+ je prvním chirálním sulfoniovým kationem, který lze rozdělit na enantiomery. Bariéra inverze se pohybuje v rozmezí 100 až 130 kJ/mol.

## Použití a výskyt

### Biochemie
Sulfoniová (přesněji methioninová) forma S-adenosylmethioninu se v přírodě vyskytuje ve velkém množství, kde se využívá jako zdroj adenosylových nebo methylových radikálů. Tyto radikály se účastní biosyntézy mnoha sloučenin.
Dalšími přirozeně se vyskytujícími sulfoniovými druhy jsou S-methylmethionin (methioninium) a příbuzný dimethylsulfoniopropionát.

Struktura S-adenosylmethioninu.

### Organická syntéza
Sulfoniové soli jsou prekurzory sirných ylidů, které jsou užitečné v reakcích vytvářejících vazbu uhlík–uhlík. Při typické aplikaci se deprotonuje centrum R2S+CH2R′ za vzniku ylidu R2S+CHR−.
Tris(dimethylamino)sulfoniumdifluorotrimethylsilikát ([((CH3)2N)3S]+[F2Si(CH3)3]−) je oblíbené fluorizační činidlo.

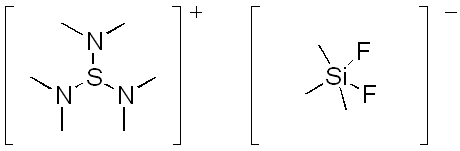
Struktura tris(dimethylamino)sulfoniumdifluorotrimethylsilikátu

Některá azobarviva jsou modifikována sulfoniovými skupinami, které jim dodávají kladný náboj. Sloučenina trifenylsulfoniumtriflát je fotokyselina, tedy sloučenina, která se na světle mění na kyselinu.